# Nafea faa ipoipo
Nafea faa ipoipo (Nederlands: Wanneer ga je trouwen?) is een schilderij van de Franse kunstschilder Paul Gauguin, olieverf op doek, 101,5 x 77,5 centimeter groot, gemaakt in 1892. Het toont twee jonge vrouwen op Tahiti, gemaakt tijdens het eerste verblijf van de schilder op dat eiland. Begin 2015 werd het werk, dat bijna een halve eeuw lang was uitgeleend aan het Kunstmuseum Basel, door de Zwitserse eigenaar verkocht aan de emir van Qatar voor 210 miljoen Amerikaanse dollar.

## Context
Gauguin maakte in 1866 al een wereldreis van dertien maanden op het koopvaardijschip de "Chili" en gaf daarna herhaaldelijk aan ooit in de tropen te willen gaan werken. Geïnspireerd door een thematische expositie over Frans-Polynesië tijdens de Parijse Wereldtentoonstelling van 1889 en na een veelheid aan persoonlijke perikelen, voegde hij in 1891 de daad bij het woord en reisde voor de eerste keer naar Tahiti. Hij zou er tot 1893 blijven en hoopte er "zuivere primitieve kunst" te kunnen maken. Tahiti bleek echter niet zo paradijselijk meer als de ensceneringen tijdens de wereldtentoonstelling hadden doen vermoeden. De kolonisatie in de achttiende eeuw had inmiddels veel van de oorspronkelijke cultuur doen verdwijnen. De hoofdstad Papeete was een echte Franse koloniale stad, de vrouwen droegen westerse en inheemse kleding door elkaar, oude gebruiken waren voor een groot deel in onbruik geraakt. Niettemin zou Gauguin, ondanks zijn aanvankelijke teleurstelling, een indrukwekkende hoeveelheid werken maken in de periodes dat hij op het eiland verbleef. Qua stijl sloten de werken aan bij de cloisonnistische techniek die hij in Pont-Aven had ontwikkeld. De exotische thematiek, anders toch weer dan die van het oriëntalisme, met een primitivistische inslag, was voor Europese begrippen echter duidelijk nieuw en zou na zijn terugkomst in 1893 ook niet direct aanslaan bij het brede publiek. In 1895 reisde hij opnieuw af naar Tahiti.

## Afbeelding
Nafea faa ipoipo toont twee dicht bij elkaar op de grond zittende vrouwen uit Tahiti voor een heuvelachtig landschap. Op de achtergrond staan nog een man en een vrouw.
De voorste vrouw neemt een gecompliceerde houding aan, haar lichaamsgewicht plaatsend op het op de grond gelegde gebogen rechterbeen, evenwicht zoekend met het andere been en haar rechterarm. Met haar linkerarm houdt ze bij het decolleté haar egaal witte blouse vast, die sterk contrasteert met haar bruine huidtint. Haar benen worden door een roodgele rok bedekt, haar voeten zijn niet geschoeid. In het gitzwarte haar draagt ze een witte bloem, een Tiaré tahiti, hetgeen in Tahiti als een symbool van de onschuld wordt gezien en van het beschikbaar zijn voor het huwelijk. Door de hoekig getekende neus en de strak gesloten rode dikke lippen lijkt haar gezicht enigszins op een masker. Haar blik is afwezig, onzeker, gefixeerd op een punt buiten het blikveld van het schilderij.

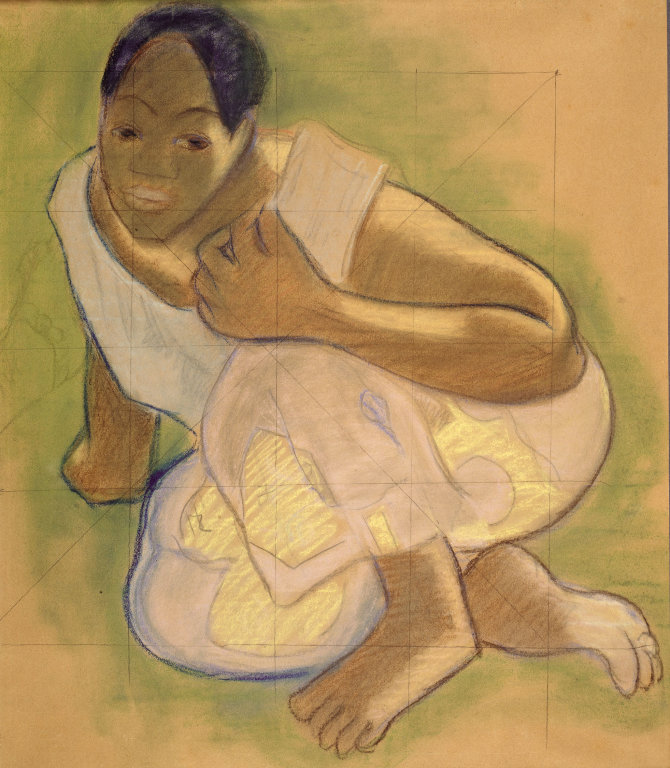
Studie in houtskool en pastel, Art Institute of Chicago.

De iets oudere vrouw op de achtergrond draagt een hooggesloten niet-inheemse jurk, die verwijst naar de kolonisatie en verwesterlijking. Ook zij draagt een witte Tiaré tahiti in het donkere haar. Met haar rechterhand maakt ze een symbolisch gebaar, dat wel geduid is als een boeddhistisch mudra-teken dat staat voor waarschuwing of bedreiging. Opvallend is dat deze tweede vrouw, anders dan de voorste, niet opgemaakt is en naar de linkerrand van het schilderij kijkt. Ze oogt wat wantrouwend.
Het landschap op de achtergrond is in meerdere tweedimensionale lagen uitgewerkt, in een strakke vlakverdeling. Op de voorgrond is felgroen gras te zien, met linksonder een bruine steen, waarop Gauguin zijn signatuur heeft gezet en het jaar 92. Daarachter is een heldergeel zandachtig gedeelte uitgewerkt met een blauw vennetje en rechts twee bomen. Twee takken links suggereren toch nog wat diepte. Direct boven het midden is vervolgens in een ander toon geel een korenveld weergegeven waarin twee figuren lopen. Op de achtergrond zien we een blauwachtig gebergte met daarboven weer een geelachtige hemel.
Onder de rechtervoet van de voorste vrouw heeft Gauguin de titel NAFEA Faa ipoipo geschreven: wanneer ga je trouwen? Het blijft echter ongewis aan wie de vraag gericht is. De voorste vrouw lijkt het meest centraal te staan, maar er kan niet worden uitgesloten dat Gauguin de achterste vrouw bedoeld heeft. Nog waarschijnlijker lijkt dat hij het bewust in het midden heeft gelaten, zoals hij vaker open, onbeantwoorde vragen als titel aan zijn werken koppelde.
Gauguin gebruikte vrijwel steeds inheemse titels voor zijn schilderijen uit Tahiti, waarschijnlijk om er het exotische element nog eens extra mee te onderstrepen. In de praktijk heeft hij de taal echter nauwelijks beheerst.

## Historie, duurste schilderij dat niet het duurste bleek te zijn
Gauguin bracht het schilderij in 1893 mee terug naar Frankrijk en droeg het daar voor een bescheiden bedrag van 1500 Franse francs in commissie over aan de kunsthandelaar Paul Durand-Ruel. Deze verkocht het vervolgens onder de titel Les deux femmes de Tahiti aan de Zwitserse verzamelaar Fritz Meyer-Fierz. Nadat deze het in 1914 had uitgeleend voor een expositie in het Kunsthaus Zurich en het daarna via de kunsthandel te koop aanbood, toonde een andere Zwitserse verzamelaar, Rudolf Staechelin, zich geïnteresseerd. In 1917 verwierf hij na enig handelen het schilderij voor 18.000 Zwitserse franken. Een jaar na zijn dood in 1946 gaven zijn familie-erven diens verzameling in bruikleen aan het Kunsthaus Zurich. Per 2015 besliste het fonds van de familie Staechelin echter om de bruikleen van achttien schilderijen, met werk van onder anderen Vincent van Gogh, Edgar Degas en Paul Cézanne, stop te zetten. In februari 2015 werd bekend dat Gauguins Nafea faa ipoipo verkocht was aan een koper uit Qatar. Het bleek om de emir te gaan. In eerste instantie werd in diverse nieuwsmedia geopperd dat de verkoop zo'n 300 miljoen Amerikaanse dollar zou hebben gekost, waarmee het meteen het duurste schilderij ter wereld zou zijn geworden. Tijdens een door de Zwitserse kunstkenner en veilingmeester Simon de Pury aangespannen rechtszaak bleek echter dat de verkoopprijs 210 miljoen Amerikaanse dollar had bedragen. De Pury had de rechtszaak aangespannen omdat hij bemiddelde bij de verkoop en een commissie van tien miljoen Amerikaanse dollar zou hebben bedwongen, die hij nog niet van de verkoper, het familiefonds van de eerste eigenaar Rudolf Staechelin, ontvangen zou hebben. Aanvang 2018 werd hem dit bedrag alsnog door de rechtbank toegekend.

## Galerij
De voorste vrouw uit Nafea faa ipoipo keert ook terug in een aantal andere werken van Gauguin uit zijn eerste periode op Tahiti, in een vergelijkbare houding.
In Ea Haere ia oe (Ga!) en E Haere oe i hia (Waar ga je heen?) is ze op de achtergrond te zien. Op Aha oe feii (Ben je jaloers?) beeldt de schilder haar eveneens gehurkt af maar dan ongekleed.

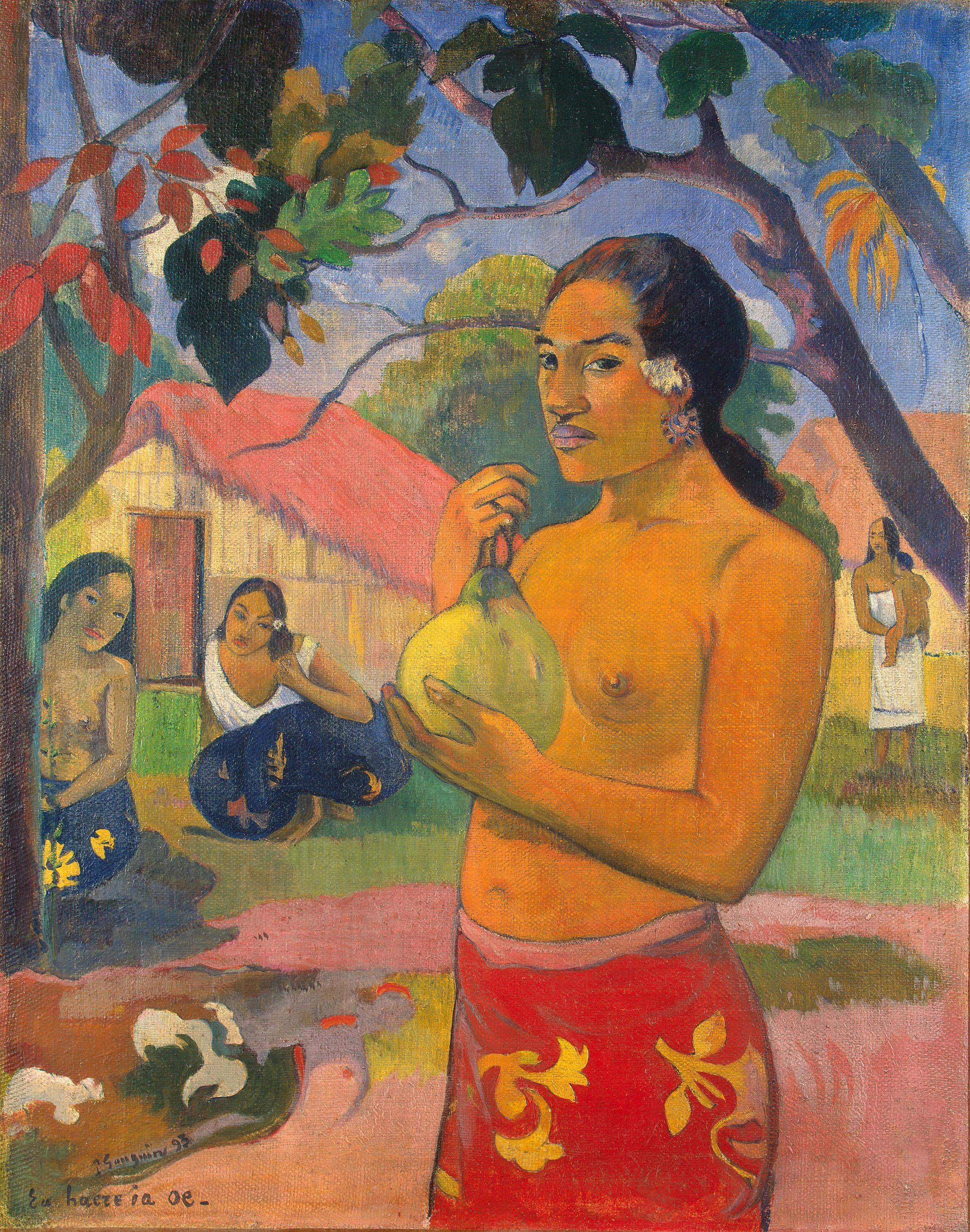
E Haere oe i hia (Waar ga je heen?), 1893, Hermitage Sint-Petersburg
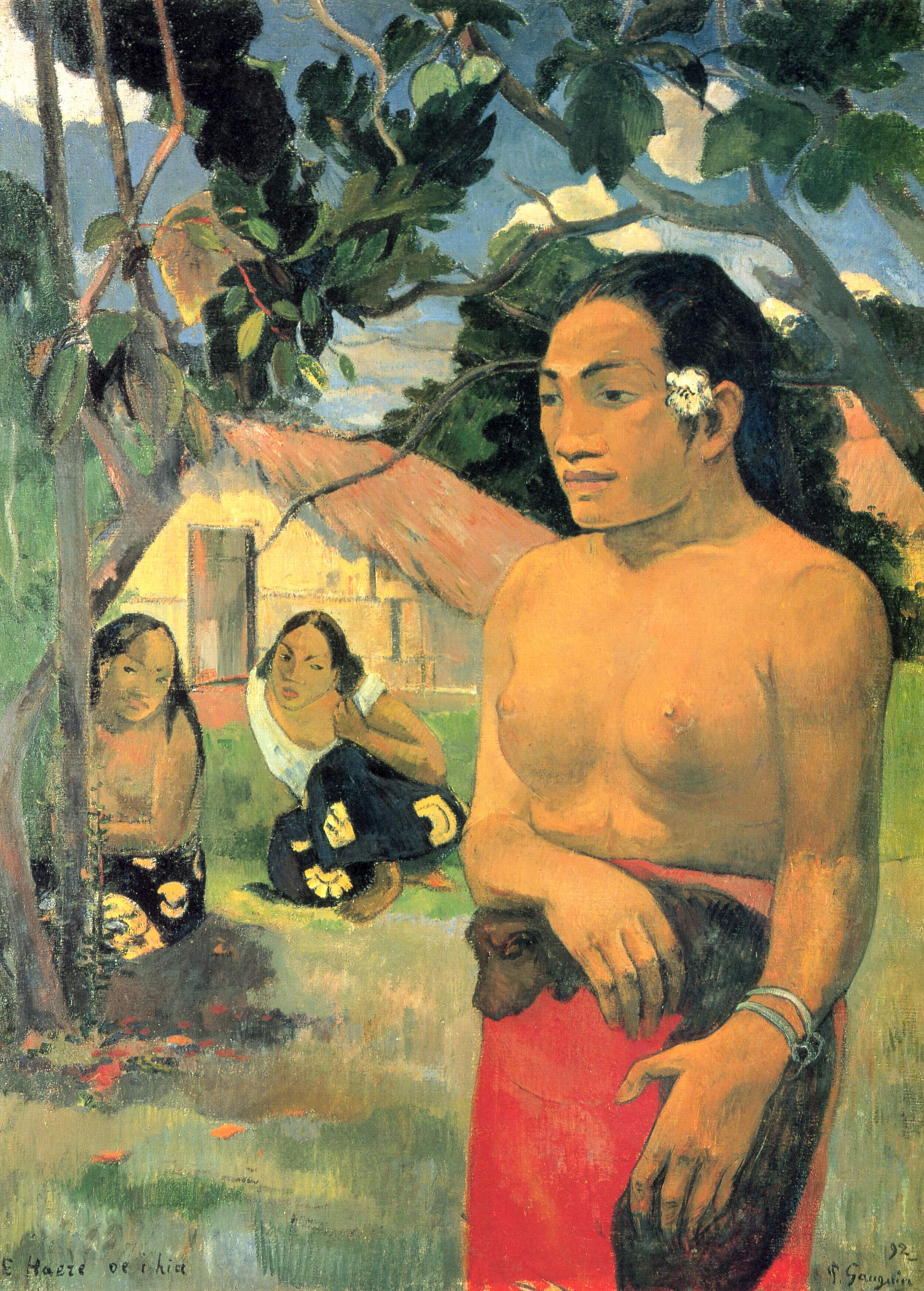
Ea Haere ia oe (Ga!), 1892, Staatsgalerie Stuttgart
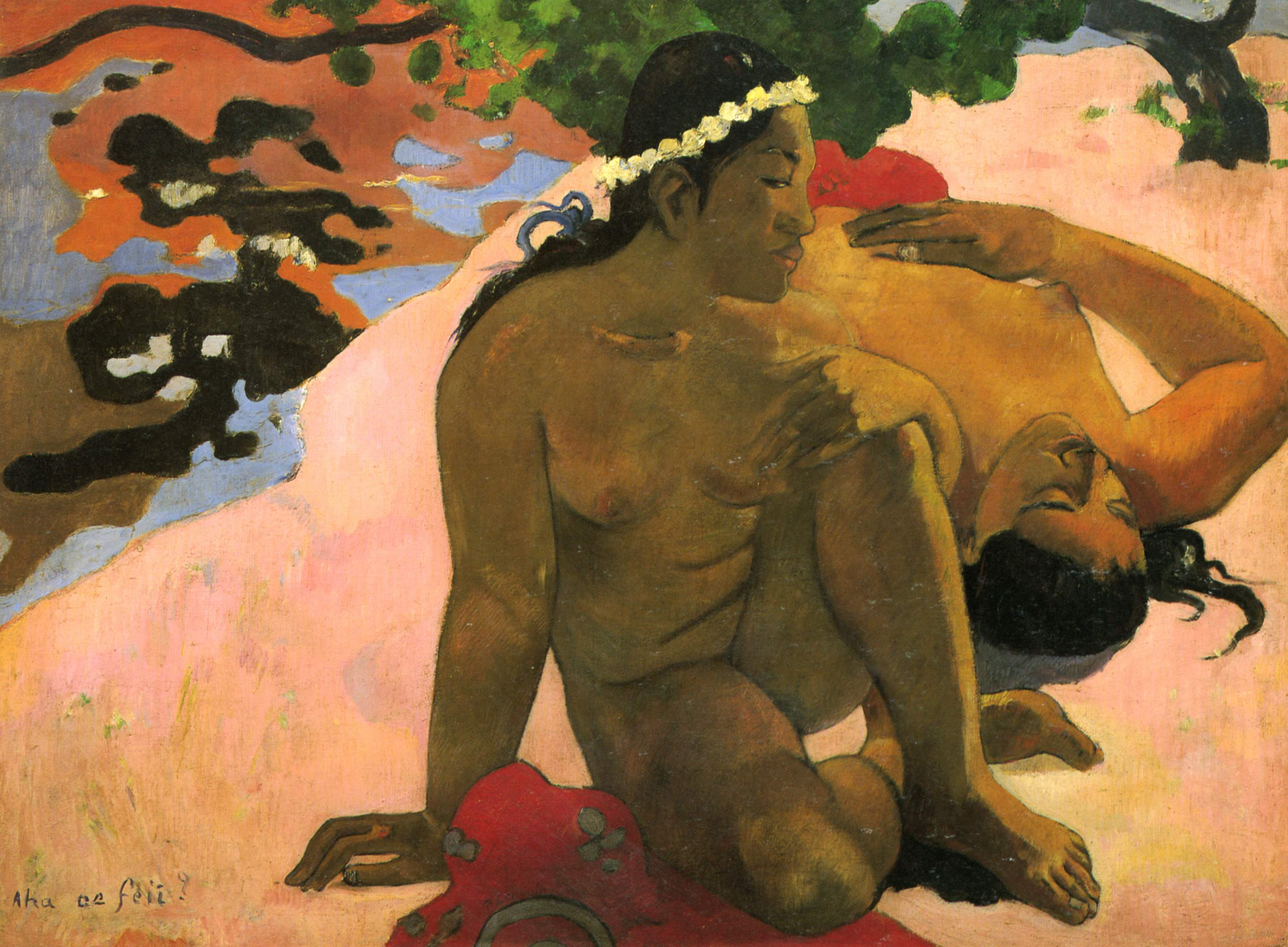
Aha oe feii (Ben je jaloers?), 1892, Poeskinmuseum Moskou